# Sergej Valerjevič Prokopjev
Sergej Prokopjev (rusky Сергей Валерьевич Прокопьев; * 19. února 1975) je ruský vojenský pilot a kosmonaut, 554. člověk ve vesmíru. Svůj první kosmický let od června do prosince 2018 strávil na Mezinárodní vesmírnou stanici (ISS) jako člen Expedic 56 a 57. Podruhé na ISS zavítal na rok a od podzimu 2022 do podzimu 2023 byl členem Expedic 68 a 69.

## Vzdělání a vojenská kariéra
Narodil se ve městě Sverdlovsk (od roku 1991 Jekatěrinburg), kde vyrůstal a vychodil zde i střední školu, kterou dokončil v roce 1992. 
Poté navštěvoval Tambovskou vojenskou vysokou pilotní leteckou školu v Tambově, kterou dokončil roku 1997 s kvalifikací inženýr-pilot. V letech 2002–2005 navštěvoval státní zemědělskou univerzitu v Mičurinsku, kde získal titul v oboru ekonomie.
V době od roku 1997 do roku 2007 sloužil u letectva ve městech Orsk, Rjazaň a Vozdviženka. Poté dva roky pilotoval letadla Tupolev Tu-22M a následně rok na strategickém bombardéru Tupolev Tu-160. Celkem má nalétáno 850 hodin na strojích Tu-160, Tu-22M, Tupolev Tu-134, Jakovlev Jak-52 a Aero L-39 Albatros.

## Kosmonaut
Mezi ruské kosmonauty byl vybrán v roce 2010. Základní výcvik dokončil v roce 2012, kdy rovněž úspěšně složil závěrečné zkoušky. Od té doby se připravoval k dlouhodobému pobytu na Mezinárodní kosmické stanici.

### První kosmický let
Jeho první nominací bylo místo v záložní posádce Sojuzu TMA-18M. Později získal letovou nominaci do posádky Sojuzu MS-08, jehož by měl být velitelem. Spolu s ním by měli odstartovat i Oleg Artěmjev a Andrew Feustel. Po několika změnách byl nakonec v dubnu 2017 jmenován do záložní posádky Sojuzu MS-07 a hlavní posádky Sojuzu MS-09.
Do vesmíru v Sojuzu MS-09 vzlétl 6. června 2018, společně se Serenou Auñónovou a Alexanderem Gerstem. Trojice kosmonautů zamířila k ISS. Na stanici pracoval ve funkci palubního inženýra šest měsíců, dvakrát vystoupil do vesmíru (15. srpna 2018 na 7 hodin a 46 minut a 11. prosince 2018 na 7 hodin a 45 minut). Posádka Sojuzu MS-09 se 20. prosince 2018 ve stejné sestavě vrátila na Zem. Let trval 196 dní, 17 hodin, 49 minut.

### Druhý kosmický let
V květnu 2021 byla oznámena Prokopjevova nominace jako velitele záložní posádky lodi Sojuz MS-21 a hlavní posádky Sojuzu MS-22. Jeho kolegy měli být Dmitrij Petělin a Anna Kikinová. V rámci výměny křesel v lodích Sojuz a Crew Dragon, která byla mezi NASA a Roskosmosem dojednána v červenci 2022, však v letu MS-22 místo Anny Kikinové obsadil americký astronaut Francisco Rubio, zatímco jí naopak připadlo jeho místo v letu SpaceX Crew-5.
Start Sojuzu MS-22 se uskutečnil 21. září 2022. Loď se po 3 hodinách letu spojila s ISS a posádka za další 3 hodiny vstoupila na její palubu. 
Pro let bylo naplánováno celkem 5 výstupů do volného prostoru. První z nich se uskutečnil 17. listopadu 2022 od 14:39 UTC, kdy se otevřel poklop ruského modulu Poisk, Hlavním úkolem Prokopjeva a Dmitrije Petělina bylo připravit radiátor (výměník přebytečného tepla), dočasně umístěný na modulu Rassvet, na přenesení pomocí robotické ruky ERA na místo jeho budoucího rozvinutí na modulu Nauka. Výstup, pro Prokopjeva celkově třetí, skončil uzavřením poklopu ve 21:07 UTC a trval tedy 6 hodin a 28 minut. čímž kosmonaut zvýšil celkovou dobu pobytu mimo stanici na 21 hodin a 59 minut.
Další zhruba sedmihodinový výstup s cílem uskutečnit přesun radiátoru na modul Nauka a jeho hydraulické a elektrické zapojení byl naplánován na 25. listopadu. Akce však byla ještě před vstupem kosmonautů do přechodové komory modulu Poisk odložena kvůli problému s čerpadlem v chladicím systému skafandru Orlan, který měl na sobě Prokopjev. Po opravě byl stanoven náhradní termín na 15. prosince 2022. Prokopjev s Dmitrijem Petělinem už byli ve skafandrech v přechodové komoře a odčerpávali z ní vzduch před otevřením průlezu ze stanice, když se na servisním modulu Sojuzu MS-22 objevil silný únik chladiva z chladicího systému lodi. Kvůli události byly všechny další výstupy do volného prostoru odloženy na neurčito, dokud nebude zjištěno, nakolik loď je nebo není schopna odvézt posádku bezpečně zpět na Zemi. 
Po vyhodnocení všech dostupných informací Roskosmos rozhodl, že se Sojuz MS-22 vrátí na Zemi bez posádky, ale až poté, co se ke stanici připojí Sojuz MS-23, který naopak bez posádky přiletí a stane se návratovou lodí všech tří kosmonautů, kteří na ISS přiletěli v Sojuzu MS-22. A současně jejich záchrannou lodí pro případ mimořádných situací. To se také stalo po připojení Sojuzu MS-23 ke stanici 26. února 2023, a to v okamžiku, kdy Prokopjev s Petělinem do jeho přistávací kabiny instalovali své osobní tvarované vložky do sedadel umístěné dosud v Sojuzu MS-22 (2. března), resp. s umístěním třetí vložky třetího člena posádky Rubia, která byla do té doby provizorně umístěna v lodi Dragon Endurance (6. března 2023). Všichni tři kromě toho přešli také z Expedice 68 do Expedice 69, která začala začala 28. března 2023 v 09:57:27 UTC, v okamžiku odpojení prázdné lodi Sojuz MS-22.
Prokopjev s Petělinem už v rámci Expedice 69 absolvovali nebo ještě uskuteční upravenou sérii výstupů do volného prostoru. Nejdříve se 19. dubna – až napotřetí – podařilo přenést pomocí Evropské robotické ruky (ERA) z dočasné na finální pozici radiátor určený pro vyzařování přebytečného tepla z modulu Nauka. Ten byl do té doby připevněn na modul Rassvet, s nímž se na ISS dostal v květnu 2010 při letu STS-132 raketoplánu Atlantis. Výstup plánovaný na 6 hodin a 37 minut začal v 01:40 UTC otevřením poklopu na modulu Poisk a skončil jeho uzavřením v 09:35 UTC, oba účastníci si tak do celkové délky svých výstupů připsali 7 hodin a 55 minut. Prokopjevovy 4 výstupy tak trvaly 29 hodin a 54 minut.
Další výstup stejná dvojice podnikla 3. května 2023 od 20:00 UTC do 03:11 UTC následujícího dne. Kosmonauti nejprve připravili na přenesení nákladní přechodovou komoru provizorně upevněnou na boku modulu Rassvet, poté spolupracovali při samotném přesunu komory od modulu Rassvet k modulu Nauka pomocí Evropské robotické ruky ERA a při jejím připojení k přednímu portu Nauky (robotický manipulátor ovládal zevnitř stanice Andrej Feďajev, k připojení přechodové komory k portu došlo 4. května kolem 01:00 UTC) a nakonec propojili komunikační kabely mezi přechodovou komorou a modulem Nauka. Výstup trval 7 hodin a 11 minut, a Prokopjev zvýšil celkovou dobu svého pobytu mimo stanici na 37 hodin a 5 minut. 
Třetí výstup ve třech týdnech vykonali Prokopjev s Petělinem 12. května 2023 od 15:47 UTC do 21:01 UTC. Vrátili se k radiátoru, který na modul Nauka nainstalovali při vycházce 19. dubna, a uvedli ho do provozu – rozložili do rovné plochy tři segmenty radiátoru dosud poskládané v přepravní poloze, propojili ho s elektrickými, mechanickými a hydraulickými rozvody a naplnili obě chladicí smyčky chladicí kapalinou. Protože splnili všechny plánované úkoly, mohl výstup tentokrát skončit už po 5 hodinách a 14 minutách, takže celková délka šesti Prokopjevových výstupů dosáhla 42 hodin a 19 minut.
Počtvrté otevřeli poklop na modulu Poisk 22. června 2023 ve 14:24 UTC, aby z vyzvedli několik experimentů z povrchu modulů Zvezda a Poisk a nainstalovali komunikační zařízení. Všechny stanovené úkony splnili a poklop přechodové komory modulu Poisk uzavřeli v 20:48 UCT; výstup tak trval 6 hodin a 24 minut. Prokopjevových dosavadních sedm výstupů trvalo 48 hodin 43 minut. 
A popáté během Expedice 69 (a včetně jednoho výstupu při Expedici 68 celkem pošesté) se oba kosmonauti vydali mimo stanici 9. srpna 2023 v čase od 14:44 do 21:19 UTC; k modulu Rassvet připevnili tři štíty proti kosmickému smetí a testovali pevnost pracovní plošiny připevněné ke konci evropské robotické paže ERA. Celková doba Prokopjevových výstupů se tak prodloužila o 6 hodin a 35 a dosáhla 55 hodin a 18 minut.
Návrat Sojuzu MS-23 na Zemi se uskutečnil  27. září 2023 – od stanice se loď odpojila v 07:54:21 UTC a nedaleko kazašského města Žezkazganu přistála v 11:17 UTC. Prokopjev, Petělin a Rubio, kteří v Sojuzu MS-22 odstartovali k ISS již 21. září 2022, setrvali na oběžné dráze 370 dní, 21 hodin a 22 minut, což jim zajistilo sdílené 3. až 5. místo v historické tabulce nejdelších jednotlivých letů.

## Osobní život
Prokopjev je ženatý, má dceru a syna.

## Tituly, řády a vyznamenání
- Hrdina Ruské federace (11. listopadu 2019),[1]
- Letec-kosmonaut Ruské federace (11. listopadu 2019),[1]
- Řád „Za vojenské zásluhy“.[1]